# Brilliant Trees
Brilliant Trees (с англ. — «Прекрасные деревья») — дебютный студийный альбом британского исполнителя Дэвида Силвиана, выпущенный 25 июня 1984 года лейблом Virgin Records.
Brilliant Trees снискал успех как у музыкальных критиков, так и в коммерческом плане. Альбом достиг 4-го места в UK Albums Chart и получил золотую сертификацию от Британской фонографической индустрии за продажи, превышающие 100 000 копий. Ведущим синглом стала песня «Red Guitar», вошедший в UK Top 20, с промо-видео режиссёра Антона Корбейна.

## Предыстория и запись
Группа Japan выпустила пять студийных альбомов в период с марта 1978 по ноябрь 1981 года. В 1980 году группа подписала контракт с Virgin Records, где Дэвид Силвиан оставался исполнителем звукозаписи в течение следующих двадцати лет. Группа страдала от личных и творческих разногласий, особенно между Силвианом и Миком Карном, причём напряжённость возникла из-за отношений Силвиана с Юкой Фудзи, фотографом, художником и дизайнером, а также бывшей девушкой Карна. Фудзи быстро стала влиятельной фигурой в жизни Силвиана. Она была первым человеком, который познакомил Силвиана с джазом, что, в свою очередь, вдохновило его следовать музыкальным путям, которые иначе были бы ему недоступны. Она также призвала Силвиана включить духовную дисциплину в свой распорядок дня. На протяжении всей своей сольной карьеры Фудзи играла большую роль в оформлении обложек своих альбомов. Japan отыграли свои последние концерты в декабре 1982 года, прежде чем распасться.
Brilliant Trees был записан в августе 1983 года в студии Hansa в Берлине и в течение примерно 6 недель в Лондоне в конце 1983 и начале 1984 года. Когда большинство наложений вокала было завершено в церковных студиях в Крауч-Энде, Силвиан и Най затем переехали в Air Studios, чтобы приступить к сведению альбома.
Спродюсированный Силвианом совместно со Стивом Найем, Brilliant Trees стал первым полноформатным релизом Силвиана после распада его группы Japan в декабре 1982 года (хотя бывшие участники Japan Стив Янсен и Ричард Барбиери оба появляются в альбоме). Запись имела большое значение для творчества Силвиана. Новый способ работы в студии и эмоциональный диапазон его композиций и коллег-музыкантов радикально расширили рамки его работы над альбомом.

## Музыка и лирика
В AllMusic назвали альбом «эклектичным произведением, сочетающим фанк, джаз и эмбиент». Среди дополнительных музыкантов в альбоме были Хольгер Шукай, Дэнни Томпсон, Джон Хасселл, Марк Айшем, Ронни Дрейтон, Кенни Уилер, Фил Палмер и Рюичи Сакамото. Сильвиан и Сакамото ранее сотрудничали над двойным синглом «Bamboo Houses» / «Bamboo Music», а после над песней «Forbidden Colors» для фильма Нагисы Осимы 1983 года «Счастливого Рождества, мистер Лоуренс». Оба продолжали сотрудничать на разных этапах своей карьеры.
В интервью 2012 года Силвиан сказал следующее: 

Я решил собрать группу музыкантов для записи Brilliant Trees. Я не хотел работать с сессионными артистами, потому что не привык к этому. Группы, как правило, очень увлечены своей работой, и в тех немногих случаях, когда я работал с сессионными музыкантами, этой страсти не было. Вы не чувствовали реальной связи между их вкладом и самой работой. И это понятно. Поэтому я хотел поработать с рядом артистов, которых я уважал, и я бы адаптировал аранжировки песен с учётом их участия. Так что у меня были определённые роли для всех, кого я пригласил поработать со мной над этим альбомом, но я хотел одну дикую карту, что-то непредсказуемое, и Хольгер Шукай был для меня таким человеком. Я действительно обожал то, что он сделал со своим первым сольным альбомом Movies. Я всё ещё думаю, что это гениальная работа. Я думаю, что это совершенно ошеломляющая запись. Я просто сказал: «Пойдём, посмотрим, что получится», и мы отлично поладили, и он стал моим очень близким другом, и то, что он внёс в альбом, было отчасти тем, что я искал, что в основном обеспечивалось диктофоном IBM, который он использовал для воспроизведения семплов. Семплеры в те дни были совершенно негибкими. Но он нашёл эту машину IBM — две из них — в мусорном контейнере возле офисного здания в Кёльне, и он мог перемещать головку воспроизведения диктофона по ленте со случайной скоростью, и это действительно сделало его удивительно гибким инструментом.
В лирическом плане альбом содержит отсылки к писателям, мыслителям и деятелям искусства, оказавшим влияние на Силвиана в то время, включая Жан-Поля Сартра, Пабло Пикассо и Жана Кокто. Например, песня «The Ink in the Well» отсылает к фильму Кокто «Кровь поэта» и роману Сартра «Возраст зрелости». Многие тексты песен также выражают поисковые исследования духовности Силвиана в различных формах.

## Выпуск и продвижение
С 19 по 30 июня 1984 года в галерее Гамильтонс в Лондоне проходила выставка Силвиана «Перспективы», посвящённая полароиду. Главная выставка работ Сильвиана совпала с выходом его книги «Перспективы — Полароиды 82-84», документирующей эти снимки. Были также выставки в Токио и Турине.
В 1991 году альбом был переиздан в США как Brilliant Trees / Words with the Shaman, который включал сингл из трёх частей «Words with the Shaman» в качестве бонус-треков; эти песни также были включены в альбом только для кассет Alchemy: An Index of Possibilities. В 2003 году была выпущена ремастированная ограниченная версия Brilliant Trees в формате digipak. В 2006 году он был переиздан в стандартной jewel-case упаковке. Обложка альбома для обоих релизов была изменена на обрезанную фотографию Силвиана с новыми шрифтами.
В феврале 2019 года, в рамках переработанного винилового переиздания его альбомов 1980-х годов с монохромным виниловым конвертом на развороте, Brilliant Trees был выпущен в конверте с откидной крышкой и с новым набором шрифтов. Для этого не было сделано никакого нового мастеринга; был использован ремастер 2003 года.

## Отзывы критиков
| Оценки критиков               | Оценки критиков |
| Источник                      | Оценка          |
| ----------------------------- | --------------- |
| AllMusic                      | [ 10 ]          |
| Classic Rock                  | 9/10            |
| The Guardian                  | [ 18 ]          |
| Mojo                          | [ 19 ]          |
| Pitchfork                     | 8.5/10          |
| Q                             | [ 21 ]          |
| Record Mirror                 | [ 22 ]          |
| The Rolling Stone Album Guide | [ 23 ]          |
| Smash Hits                    | 8/10            |
| Uncut                         | 8/10            |

Brilliant Trees был хорошо принят современной британской музыкальной прессой. «Силвиан повзрослел», — писала музыкальный критик Кэрол Линфилд из Sounds. «Он закончил художественную школу, прошёл через серость и вышел в спектре пастельных оттенков, которые завораживают и завораживают. Исчезли шаблонные образы, которые когда-то преследовала группа Japan… на его месте сольный артист, который заслуживает большего уважения, чем часто позволяет его красивое лицо». В восторженном обзоре Стив Сазерленд из Melody Maker, который ранее критиковал работу Силвиана с Japan, пришёл к выводу, что «Brilliant Trees непреднамеренно достигают того уровня, к которому всегда стремился Силвиан. Это шедевр».
Ричард Кук из NME описал альбом как «закрытый и нетерпимый — действительно, удивительное заявление для человека в его положении — но это трансформация мысли в музыку, которая включает в себя тончайшее мастерство, сверхъестественный талант». Бетти Пейдж, рецензент Record Mirror, описала альбом как «всё такое хрупкое, но в то же время мясистое, очевидно, иногда не слишком претенциозное, но очень тщательно созданное и созданное с большой заботой и любовью».

## Коммерческий успех
Альбом достиг 4-го места в Великобритании, что является самой высокой позицией в чарте у Силвиана на сегодняшний день, и содержит его самый большой сольный хит «Red Guitar», который достиг 17-го места в UK Singles Chart. В 1994 году, через десять лет после его выпуска, альбом был сертифицирован BPI как золотой за продажи, превышающие 100 000 копий.

## Список композиций
Слова и музыка всех песен — Дэвид Силвиан, за исключением отмеченных.
| №                   | Название              | Автор(ы)                 | Длительность |
| ------------------- | --------------------- | ------------------------ | ------------ |
| 1.                  | «Pulling Punches»     |                          | 5:02         |
| 2.                  | «The Ink in the Well» |                          | 4:30         |
| 3.                  | «Nostalgia»           |                          | 5:41         |
| 4.                  | «Red Guitar»          |                          | 5:09         |
| 5.                  | «Weathered Wall»      | Д. Силвиан, Джон Хасселл | 5:44         |
| 6.                  | «Backwaters»          |                          | 4:52         |
| 7.                  | «Brilliant Trees»     | Д. Силвиан, Дж. Хасселл  | 8:39         |
| Общая длительность: | Общая длительность:   | Общая длительность:      | 39:37        |

## Участники записи
| Музыканты - Дэвид Силвиан — вокал, гитара, пианино, ленты, синтезатор, перкуссия - Ричард Барбиери — синтезатор (1, 5) - Уэйн Брэтвейт — бас-гитара (1, 4) - Хольгер Шукай — французская гармонь, бэк-вокал, гитара, диктофон. - Ронни Дрейтон — гитара (1, 4) - Джон Хасселл — труба (5, 7) - Марк Айшем — труба (1, 4) - Стив Джансен — барабаны, синтезатор, перкуссия - Стив Най — синтезатор (3, 4) - Фил Палмер — гитара (1, 4) - Рюити Сакамото — синтезатор, пианино (4, 5, 7) - Дэнни Томпсон — контрабас (2) - Кенни Уилер — флюгельгорн (2, 3) | Производственный персонал - Дэвид Силвиан — продюсер, ассистент по сведению - Стив Най — продюсер, звукорежиссёр, сведение (1, 3-5, 7) - Питер Уильямс — звукорежиссёр, ассистент по сведению - Найджел Уокер — сведение (2, 6) - Мэтт Батлер — ассистент по сведению (2, 6) - Юка Фудзи — фотограф |

## Позиции в чартах и сертификации
| Чарт (1984)                      | Высшая позиция |
| -------------------------------- | -------------- |
| Австралия (Kent Music Report)    | 96             |
| Канада (RPM Top Albums/CDs)      | 50             |
| Нидерланды (Album Top 100)       | 7              |
| Япония (Oricon)                  | 16             |
| Новая Зеландия (RMNZ)            | 37             |
| Швеция (Sverigetopplistan)       | 33             |
| Великобритания (UK Albums Chart) | 4              |

| Страна               | Сертификат  |
| -------------------- | ----------- |
| Великобритания (BPI) | 1 × золотой |